# 古帕利
51°22′32″N 23°52′21″E / 51.37556°N 23.87250°E
古帕利（烏克蘭語：Гупали），是烏克蘭的村落，位於該國西部沃倫州，由科韋利區負責管轄，面積2.56平方公里，海拔高度170米，2001年人口420，人口密度每平方公里164.06人。